# Aachenska stolnična zakladnica
Aachenska stolnična zakladnica (nemško Aachener Domschatzkammer) je muzej rimskokatoliške škofije Aachen pod nadzorom stolnega kapitlja, v katerem je ena najpomembnejših zbirk srednjeveških cerkvenih umetnin v Evropi. Leta 1978 je bila aachenska stolnica z zakladnico prvi spomenik v Nemčiji, ki je bil vpisan na seznam Unescove svetovne dediščine.  Zakladnica vsebuje dela iz pozne antike, karolinške in otonske dobe, dobe Staufovcev in gotike. Predmeti so prikazani v prostorih, povezanih s stolničnim križnim hodnikom.

## Zbirka in ureditev
Leta 1995 je bila zakladnica povsem prenovljena v skladu z najnovejšimi konzervatorskimi tehnikami in muzejskim znanjem. Na območju, velikem čez 600 m², je več kot sto umetniških del, ki so razdeljena v pet tematskih skupin.
V enem delu je dokumentacija stolnice kot cerkve Karla Velikega. Poznogotski posrebren Karlov doprsni kip, model za številne poznejše relikviarije, stoji v središču tega oddelka. Tu je tudi Perzefonin sarkofag, rimski marmorni sarkofag iz začetka 3. stoletja, v katerem je bil pokopan Karel Veliki.
Med predmeti v zakladnici, ki so bili povezani s Karlom Velikim, je slonokoščeni lovski rog (olifant) iz 11. stoletja (saracenski) iz južne Italije ali vzhoda. Lovski nož Karla Velikega pa datira v 8. stoletje. Ta in Petrov nož (Petrusmesser) v bamberški stolnični zakladnici sta edina znana srednjeveška noža, ki sta ohranjena, zato sta posebej pomembna. Vse druge podobne kose so našli kot arheološke najdbe. Lovski nož, izdelan iz damaščanskega jekla, je opredeljen kot anglosaški ali skandinavski. S tem povezan tulec verjetno datira v 11. stoletje in ima staroangleški napis BRHTZIGE MEC FECID (Brythsige me je naredil). 
V drugem delu so predmeti, povezani z bogoslužjem, tudi Lotarjev križ (ob posebnih priložnostih se uporablja še danes), aachenski oltar, karolinški zakladni evangeliji, mojstrovina srednjeveške iluminacije. Poleg tega so tudi poznogotski zlatarski predmeti Hansa von Reutlingena.
Umetniška dela, ki so bila uporabljena v Aachnu na kronanjih svetega rimskega cesarja med letoma 936 in 1531, oblikujejo tretji tematski sklop, vključno z mojstrsko izdelano slonokoščeno situlo , posodo za sveto vodo, narejeno v Trierju okoli leta 1000, in okrašeno z bogatimi reliefi, pa tudi otonski liturgični evangeliji, ki so izjemni za tisto obdobje.
Relikvije stolnice in romanja v Aachen in stolnico kot Marijino cerkev sta četrti in peti sklop. Relikviariji in madžarske donacije, pa tudi slike in kipi Marije Božje matere so v tem delu. Geme (poldragi kamni), ki so jih darovali donatorji in podporniki (pogosto protestantski duhovniki), so v vitrinah.
Predmeti iz bogate zbirke tekstila so v kleti, plašč za kronanje, liturgično oblačilo (pluvial) Leonis (okoli 1520), napačno poimenovan po papežu Leonu III. v centru.

## Zgodovina

### Zakladnica
Ko sem videl vsa kraljevska čuda, [vem, da] nihče živ ni videl česa čudovitejšega, je zapisal Albrecht Dürer v svojem potovalnem dnevniku, ko je obiskal Aachen leta 1520 ob kronanju cesarja Karla V. Čudežno je enkratna zbirka, najpomembnejša severno od Alp, preživela nepoškodovana v stolnici in zakladnici do danes. Njen izjemni položaj je posledica tega, da je bilo v Aachnu kronanih 30 svetih rimskih kraljev med letoma 936 in 1531. Šele po tem, ko so ga mazilili v Aachnu, bi se vladar okronal za svetega rimskega cesarja v Rimu. Nešteto dragih predmetov je podaril kralj, drugi so bili bistveni ob slovesnosti kronanja.
V stoletjih je imela zakladnica burno zgodovino. Skrili so jo med tridesetletno vojno in ponovno leta 1794, ko so francoske revolucionarne čete zasedle Aachen in ga vključile v departma Ruhr. Avgusta istega leta so zakladnico preselili v Collegium Liborianum, kapucinski samostan v Paderbornu, kjer so tri predmete cesarskih insignij, ki so bili  v lasti stolnega kolegija (karolinški evangeliji ob kronanju, sablja Karla Velikega in torbica svetega Štefana) ločili in jih odpeljali na Dunaj. Od takrat so aachenske cesarske insignije v cesarski zakladnici na Dunaju. Spori o lastništvu teh predmetov še trajajo.
Leta 1804 je Marc-Antoine Berdolet, prvi škof Aachna, dal dva kosa iz zbirke cesarici Josephine, ko je obiskala Aachen zaradi kopanja, kot zahvalo za vrnitev zaklada Aachnu, za kar so se  dogovorili z njenim možem Napoleonom. Od teh daril je staufovski relikvij (roka) zdaj v Louvru v Parizu in talisman Karla Velikega v zakladnici stolnice Notre-Dame v Reimsu. 
Proti koncu prve svetovne vojne je bil zaklad ponovno prenesen v Paderborn zaradi neposrednih letalskih napadov. Vrnjen je bil leta 1922.
Na začetku druge svetovne vojne je bila zakladnica odpeljana v palačo Bückeburg skupaj z zakladom drugih cerkva v škofiji in v Suermondt-Ludwigov muzej v Aachnu. Kmalu se je pokazalo, da palača ni primerna za skladiščenje takih pomembnih umetniških del. Zato je Heinrich Himmler leta 1941 sestavil seznam "za rajh pomembnih in nepomembnih predmetov" in 14 "predmetov, pomembnih za rajh", ki jih je odnesel v grad Albrechtsburg v Meissnu. To so bili Karlov in Marijin relikviarij, Karlov doprsni kip, Lotarjev križ, predmeti iz slonove kosti, kodeksi in dva velika gotska relikviarija (Karlov in relikviarij Trije stolpi). Preostali del zbirke je bil poslan nazaj v aachensko stolnico, kjer je bil skrbno zazidan v južni stolp westwerka. Na pobudo konzervatorja rajha Roberta Hieckeja in konzervatorja province Franza Wolffa-Metternicha, ki sta bila v tesnem stiku s kapitljem stolnice in civilno upravo, so bili kosi, shranjeni v Albrectsburgu, 13. septembra 1944 preneseni v Siegen  (kot so bili prebivalci Aachna evakuirani v Turingijo) in so bili tam shranjeni v predoru Hain skupaj z essensko in triersko stolnično zakladnico najdragocenejših predmetov iz renskih muzejev in lesena vrata svete Marije na Kapitolu.
Na velikonočni ponedeljek 1945 je mlad župnik Erich Stephany v družbi ameriškega častnika za zaščito umetnosti Walkerja Hancocka odšel v Siegen in pregledal šest škatel shranjenih zakladov. 7. maja je odšel v Siegen še enkrat, da bi zaklad vrnil v Aachen. Zaradi kapitulacije vermahta, podpisane istega dne, je bila vrnitev preložena. Zbirka se je vrnila šele 26. maja, zahvaljujoč Hancocku, ki je preprečil  prenos v Marburg, in je naložen zaklad brez dovoljenja prepeljal v Aachen in Köln.

### Zakladna soba
Do leta 1979 je bil zaklad v 90 m² veliki sobi iz karolinškega obdobja na vzhodni strani križnega hodnika. Leta 1975 je zaradi pomena zakladnice Zvezno ministrstvo za regionalno načrtovanje, gradnjo in razvoj mesta odločilo, da bo postavilo testni bunker za varstvo artefaktov. Ker le kratka pot zagotavlja varen prenos v sili, se je stolni kapitelj odločil za gradnjo nove zakladnice na zahodni strani križnega hodnika v neposredni bližini bunkerja. Načrtovali in gradili so od leta 1975 do 1979. Leta 1979 je bil odprt nov razstavni prostor. Predmeti so razstavljeni v kronološkem vrstnem redu v treh sobah s površino 490 m². Sčasoma so se pokazale tehnične pomanjkljivosti, ki so ogrožale mojstrovine. Zato je bila nova ureditev organizirana leta 1995, da bi zadovoljili konzervacijo, tehnične in varnostne zahteve.